# Iresioides peyrierasi
Iresioides peyrierasi là một loài bọ cánh cứng trong họ Cerambycidae.